# تواصل
التواصل هو حالة من الفهم المتبادل بين نظامين أو كيانين. يكون أحد هذه الأنظمة مرسلاً في وقتا ما، ثم يكون الآخر مستقبِلًا، وفي وقت آخر يتبادل كلا الطرفين المواقع من حيث الإرسال والاستقبال.

## المفهوم الآلي للتواصل
هي عملية تبادل للأفكار والآراء والمعلومات والقناعات والمشاعر عبر وسائط متنوعة لفظية وغير لفظية، كالكلام والكتابة والأصوات والصور والألوان والحركات والإيماءات أو بوساطة أي رموز مفهومة (ذات دلالات) لدى الأطراف المشاركة فيه.
- عناصر الاتصال والتواصل: المرسل / المستقبل / الرسالة / قناة الاتصال / الاستجابة.
- المفهوم التربوي للتواصل: عمليات تحدث في موقف تعليمي / تعلمي ويشترك فيها أطراف الموقف وعناصره (المدخلات) المختلفة، من أجل تحقيق أهداف تعلمية محدودة ومرغوب فيها (المخرجات).
- المفهوم السيكولوجي (النفسي) للتواصل: عملية فردية ذاتية تحدث بين الفرد ونفسه في نطاق أحاسيسه ومشاعره وخبراته وفي حدود خصائصه وسماته الشخصية
- المفهوم الاجتماعي للتواصل: العملية التي يتم بمقتضاها تكوين العلاقات بين أعضاء الجماعة بصرف النظر عن طبيعة تكوينها وحجمها، ويجري تبادل المعلومات والآراء والأفكار والخبرات فيما بينهم من خلالها.

## وظائف التواصل
وظائف الاتصال تختلف من مجتمع إلى آخر وفق عمليات معقدة مرتبطة بالتطور التكنولوجي المادي لمجتمع ما من جهة وبالتطور المعرفي والفكري غير الحسي له من جهة أخرى وهذا يجعلنا نقدم مقاربة سوسيولوجية لوظائف الاتصال في المجتمع العرقي على وجه الخصوص.
يقسم المختصون في علم الاتصال وظائف العملية التواصلية بين المرسل والمستقبل
```
باختلاف آرائهم وتوجهاتهم الفكرية والسياسية والاجتماعية إلى ثلاث وظائف رئيسية:
```

### الوظيفة الإعلامية
وهذه الوظيفة هي جوهر وظائف التواصل لأنها تحمل رسائل واضحة من قبل المرسل إلى المستقبل وفق منظورات متفق عليها تهدف إلى إشراكه في صناعة الحدث سواء كان الحدث سياسياً أم اجتماعيا أم غير ذلك.

### الوظيفة التعبيرية
الوظيفة التعبيرية تخص النخبة من المجتمع لأنها تقدم خطابا تجريديا بأدوات فكرية عالية قد تكون اللغة إحداها ولكنها ليست هذه اللغة المفهومة من قبل عامة الناس، وهذه الوظيفة نجدها عند المسرحيين، الشعراء، الرسامين، وغيرهم من الذين يصدق عليهم وصف الإبداع، فهؤلاء يتخذون من عملية التواصل وظيفة تعبيرية تعبر عن مكنوناتهم الداخلية.

### الوظيفة الإقناعية
وتهدف هذه الوظيفة إلى تقديم خطاب عقلاني يحاكي العقل والمنطق ويحاجج الجمهور بأدلة وبراهين واضحة تهدف إلى إقناع الجمهور بفلسفة معينة تحتويها الرسالة المرسلة من قبل المرسل إلى جمهور معين، وكثيرا ما نرى ذلك في الحملات الدعائية قبيل الانتخابات.
بعد أن سقطت النظريات الأحادية التي كانت سائدة في العالم والمسيطرة على كل شيء فيه حتى على إنتاج النظرية الإعلامية وقيادة فعل التواصل الإنساني بعيدا عن محتواه الحقيقي لأن الاتصال في جوهرة هو عملية إنسانية قبل أن تكون أي شيء آخر هل نرى العالم وقد انتقل من واحدية القيادة والنظرية إلى توحد القيادة في ظل النظام العالمي الجديد؟!
سيظل هذا السؤال مرهوناً بتقدم عملية الاتصال بين البشر بوصفها عملية إنسانية تنأى عن كل ما هو غير ذلك.

## أهداف التواصل
- إعطاء المعلومات أو الحصول عليها.
- حل المشكلات.
- التعليم والتعلم والتدريب.
- التوجيه والإرشاد وإسداء النصح.
- تعديل السلوك وتغيير القناعات.
- الفهم والإدراك.
- اتخاذ القرارات.
- التعبير عن الأفكار والمشاعر والآراء.
- البحث والاستقصاء.
- التقويم والتشخيص والعلاج.
- التأثير في المواقف والاتجاهات والقيم.

## أجهزة وأدوات التواصل ووسائطه وقنواته

### أجهزة التواصل الإنساني
- أجهزة الاستقبال: الحواس الخمس (السمع، البصر، الشم، الذوق، اللمس).
- أجهزة الإرسال: اللسان والحنجرة (أجهزة الصوت والتعبير اللفظي والصوتي)، اليدين (جهاز الكتابة والرسم والنحت والعزف والتعبير)، سائر أعضاء الجسم (أجهزة التعبير الحركي والإيمائي).

## وسائط التواصل
1. كل عنصر من عناصر البيئة المادية والاجتماعية والنفسية والتقانية يعد وسطًا تواصليًا.
2. وسائط الاتصال والتواصل تكون لفظية أو غير لفظية مرئية أو مسموعة محسوسة أو غير محسوسة.
3. العوامل الأساسية التي تمكن من أن يتواصل ويتفاعل هي العقل الإنساني والنفس الإنسانية.
4. تختلف سرعة التفاعل والتواصل وأسلوبهما ومقدارهما باختلاف الفرد والبيئة والمرحلة العمرية والإنمائية التي ينتمي إليها المتواصلون.